# Buschi Niebergall
Buschi Niebergall (18 juillet 1938 - 9 janvier 1990) est un musicien allemand pratiquant le free jazz.
Né dans la ville de Marburg, dans une famille d'universitaires (son père était professeur de théologie et temporairement, recteur de l'Université de Marburg), Niebergall étudie à l'école de médecine. Jouant de la guitare acoustique, il entre en contact avec d'autres musiciens et arrête ses études. En tant que contrebassiste, Niebergall devient cofondateur de plusieurs des premières et des plus influentes formations free jazz allemandes du milieu des années 1960. Le disque « Heartplants », du Gunter Hampels quintet, et « Voices », par le Manfred Schoof quintet, sont deux excellents exemples de ce free jazz européen en développement.
Membre fondateur du Globe Unity Orchestra depuis 1966, Niebergall a collaboré avec de nombreux musiciens improvisateurs, y compris Peter Brötzmann, Don Cherry, Alfred Harth, Evan Parker, Alexander von Schlippenbach, Irène Schweizer, John Tchicai. Au début des années 1970, il a joué dans divers quatuors et quintettes d'Albert Mangelsdorff. Après 1980, il a choisi une vie dans l'isolement de Francfort-sur-le-Main, à l'exception de quelques passages au sein d'un projet « Jazz und Lyrik ».

## Discographie
- Heartplants (Gunter Hampel (saxophones, b, cl, fl, vibraphone), Manfred Schoof (tp, flh), Alexander von Schlippenbach (p), Niebergall (b), Pierre Courbois (dr) de 1964. Les DÉPUTÉS 10526)
- Voices (Manfred Schoof (tp, cornet); Rgo Dudek (ts); Alexander von Schlippenbach (p); Niebergall (b); Jacki Liebezeit (d) 1966.
- The Early Quintet (Manfred Schoof (tp); Rgo Dudek (ts); Alexander von Schlippenbach (p); Buschi Niebergall (b); Jacki Liebezeit (d) 1966. FMP 0540
- Machine Gun (Peter Brötzmann (ts, bs); Willem Breuker (ts); Evan Parker (ts); Fred Van Hove (p); Peter Kowald (b); Buschi Niebergall (b); Han Bennink (d); Sven-Åke Johansson (d). En 1968, l'UFC 0090
- European Echoes (Enrico Rava (tp); Manfred Schoof (tp); Hugh Steinmetz (tp); Peter Brötzmann (ts); Rgo Dudek (ts); Evan Parker (ss); Paul Rutherford (tb); Derek Bailey: (g); Fred Van Hove (p); Alexander von Schlippenbach (p); Irène Schweizer (p); Arjen Gorter (b); Peter Kowald (b); Niebergall (b); Han Bennink (d); Pierre Favre (d)juin 1969, Bremen. FMP 0010)
- Birds of Underground (Albert Mangelsdorff (tb); Heinz Sauer (ts); Rgo Dudek (ts, ss, fl); Buschi Niebergall (b); Peter Giger (d)), 1972, les DÉPUTÉS.
- Celeste ( Michel Pilz (bcl), Niebergall (b), Uwe Schmitt (d)) 1978, Trion.
- Innovationen für 10 Instrumente Manfred Niehaus (alto); Bernd Konrad (bcl,cbcl,sax); Willem van Manen (tb); Michael Vendre (tp); Hans Peter Jahn (violoncelle); Theo Jörgensmann (cl); Niebergall (b); Georg Strüber (b); Hidegard Butscher (viole de gambe); Frank Köllges (dr), 1980 Köln, Dmu enregistrements 506